# Березовка (Каргапольський район)
Бере́зовка (рос. Берёзовка) — присілок у складі Каргапольського району Курганської області, Росія. Входить до складу Майської сільської ради.
Населення — 2 особи (2010, 1 у 2002).
Національний склад населення станом на 2002 рік: росіяни — 100 %.